# ラース・ベンダー
ラース・ベンダー（Lars Bender、1989年4月27日 - ）は、ドイツ・バイエルン州ローゼンハイム出身の同国代表の元サッカー選手。ポジションはミッドフィールダー。
2009年まで同じTSV1860ミュンヘンに所属し､また､同じくバイエル・レバークーゼンに所属していたスヴェン・ベンダーは、双子の弟で同じくドイツ代表の選手であった。従兄弟もサッカー選手である。

## 経歴
2006-07シーズンにツヴァイテリーガ（2部）のTSV1860ミュンヘンからデビューした。2008年7月、イギリスのザ・サン紙による「ヨーロッパリーグでプレーする19歳以下の新星ランキング」で6位に選ばれた。2009年8月18日、ブンデスリーガ（1部）のバイエル・レバークーゼンに移籍金200万ユーロで移籍した。11月6日のアイントラハト・フランクフルト戦では、途中出場から3分後に角度のない位置から初ゴールを決めた。先発出場した回数はわずかで途中出場が主だったが、移籍初年度に20試合に出場した。
2018年1月、バイエル・レバークーゼンと2021年6月30日までの契約延長で合意に達した。
引退試合となった2021年5月22日のブンデスリーガ最終節、ボルシア・ドルトムントとの対戦では、レバークーゼンが89分にPKを獲得した場面で投入され、これを決めた。
プロ選手として引退後は、弟のスヴェンと共に10歳までプレーしていた故郷のTSVブランネンブルクに加入してプレーし、2022年6月にはドイツサッカー協会よりドイツ代表のU15チームのアシスタントコーチに任命された。

## 代表歴
世代別ドイツ代表としてUEFA U-17欧州選手権2006やUEFA U-19欧州選手権2008に出場した。
2011年9月のポーランド代表戦、ジモン・ロルフェスと交代でA代表デビューを果たした。UEFA EURO 2012に臨むドイツ代表にも選出され、グループリーグ第3戦のデンマーク戦では代表初得点となる決勝ゴールを挙げた。
2016年、リオデジャネイロオリンピックのOA枠で弟のスヴェン・ベンダーと共に招集された。

## 所属クラブ
- 2006-2009  TSV1860ミュンヘン
- 2009-2021  バイエル・レバークーゼン

## タイトル
代表
- UEFA U-19欧州選手権 2008

## 個人成績

### クラブでの出場記録
2021年5月22日時点
| クラブ       | クラブ                     | クラブ                     | 国内リーグ | 国内リーグ | 国内カップ | 国内カップ | 欧州カップ | 欧州カップ | 通算 | 通算 |
| シーズン     | クラブ                     | リーグ                     | 出場       | 得点       | 出場       | 得点       | 出場       | 得点       | 出場 | 得点 |
| ------------ | -------------------------- | -------------------------- | ---------- | ---------- | ---------- | ---------- | ---------- | ---------- | ---- | ---- |
| 2006-07      | TSV1860ミュンヘンII        | レギオナルリーガ・サッド   | ９         | 1          | —          | —          | —          | —          | 9    | 1    |
| 通算         | 通算                       | 通算                       | 9          | 1          | —          | —          | —          | —          | 9    | 1    |
| 2006-07      | TSV1860ミュンヘン          | ツヴァイテリーガ           | 13         | 0          | 0          | 0          | —          | —          | 13   | 0    |
| 2007-08      | TSV1860ミュンヘン          | ツヴァイテリーガ           | 28         | 1          | 3          | 0          | —          | —          | 31   | 1    |
| 2008-09      | TSV1860ミュンヘン          | ツヴァイテリーガ           | 15         | 3          | 2          | 0          | —          | —          | 17   | 3    |
| 2009-10      | TSV1860ミュンヘン          | ツヴァイテリーガ           | 2          | 0          | 1          | 0          | —          | —          | 3    | 0    |
| 通算         | 通算                       | 通算                       | 58         | 4          | 6          | 0          | —          | —          | 64   | 4    |
| 2009-10      | バイエル・レバークーゼンII | レギオナルリーガ・ヴェスト | 2          | 0          | —          | —          | —          | —          | 2    | 0    |
| 2010-11      | バイエル・レバークーゼンII | レギオナルリーガ・ヴェスト | 1          | 0          | —          | —          | —          | —          | 1    | 0    |
| 通算         | 通算                       | 通算                       | 3          | 0          | —          | —          | —          | —          | 3    | 0    |
| 2009-10      | バイエル・レバークーゼン   | ブンデスリーガ             | 20         | 1          | 1          | 0          | —          | —          | 21   | 1    |
| 2010-11      | バイエル・レバークーゼン   | ブンデスリーガ             | 27         | 3          | 2          | 0          | 12         | 0          | 41   | 3    |
| 2011-12      | バイエル・レバークーゼン   | ブンデスリーガ             | 28         | 4          | 1          | 0          | 8          | 1          | 37   | 5    |
| 2012-13      | バイエル・レバークーゼン   | ブンデスリーガ             | 33         | 3          | 3          | 0          | 5          | 0          | 41   | 3    |
| 2013-14      | バイエル・レバークーゼン   | ブンデスリーガ             | 29         | 3          | 4          | 1          | 6          | 0          | 39   | 4    |
| 2014-15      | バイエル・レバークーゼン   | ブンデスリーガ             | 26         | 1          | 2          | 0          | 7          | 0          | 35   | 1    |
| 2015-16      | バイエル・レバークーゼン   | ブンデスリーガ             | 11         | 1          | 2          | 1          | 4          | 0          | 17   | 2    |
| 2016-17      | バイエル・レバークーゼン   | ブンデスリーガ             | 9          | 0          | 0          | 0          | 3          | 0          | 12   | 0    |
| 2017-18      | バイエル・レバークーゼン   | ブンデスリーガ             | 21         | 2          | 3          | 1          | —          | —          | 24   | 3    |
| 2018-19      | バイエル・レバークーゼン   | ブンデスリーガ             | 20         | 1          | 2          | 0          | 5          | 0          | 27   | 1    |
| 2019-20      | バイエル・レバークーゼン   | ブンデスリーガ             | 18         | 2          | 2          | 0          | 8          | 0          | 28   | 2    |
| 2020-21      | バイエル・レバークーゼン   | ブンデスリーガ             | 14         | 1          | 2          | 1          | 4          | 0          | 20   | 2    |
| 通算         | 通算                       | 通算                       | 256        | 22         | 24         | 4          | 62         | 1          | 342  | 27   |
| キャリア通算 | キャリア通算               | キャリア通算               | 326        | 27         | 30         | 4          | 62         | 1          | 418  | 32   |

1. ↑  DFBポカールとDFLスーパーカップなど
2. ↑  UEFAチャンピオンズリーグやUEFAヨーロッパリーグなど

### 出場大会
- U-17ドイツ代表
  - 2006年 - UEFA U-17欧州選手権（3位）
- U-19ドイツ代表
  - 2008年 - UEFA U-19欧州選手権2008（優勝）
- U-23ドイツ代表
  - 2016年 - リオデジャネイロオリンピック（銀メダル）
- サッカードイツ代表
  - 2012年 - UEFA EURO 2012（ベスト4）

### 代表での得点
スコア欄と最終結果欄はドイツの得点を左側に記している
| #  | 日付          | 場所                 | 相手       | スコア | 最終結果 | 大会           |
| -- | ------------- | -------------------- | ---------- | ------ | -------- | -------------- |
| 1. | 2012年6月17日 | リヴィウ             | デンマーク | 2-1    | 2-1      | UEFA EURO 2012 |
| 2. | 2013年5月29日 | ボカラトン           | エクアドル | 0-2    | 2-4      | 親善試合       |
| 3. | 2013年5月29日 | ボカラトン           | エクアドル | 0-4    | 2-4      | 親善試合       |
| 4. | 2013年8月14日 | カイザースラウテルン | パラグアイ | 3-3    | 3-3      | 親善試合       |